# Laguna Salada (Dominicaanse Republiek)
Laguna Salada is een gemeente (25.000 inwoners) in het noordwesten van de Dominicaanse Republiek. Het ligt in de provincie Valverde. De gemeente bestaat uit drie distritos municipal: Cruce de Guayacanes, Jaibón en La Caya.
Oorspronkelijk heette de plaats "El Guabay", maar langzaamaan veranderde de algemeen gebruikte naam in "Laguna Salada". De plaats is sterk afhankelijk van de landbouw, maar er is ook wat industrie.

## Bestuurlijke indeling
De gemeente bestaat uit vier gemeentedistricten (distrito municipal):
Cruce de Guayacanes, Jaibón, La Caya en Laguna Salada.

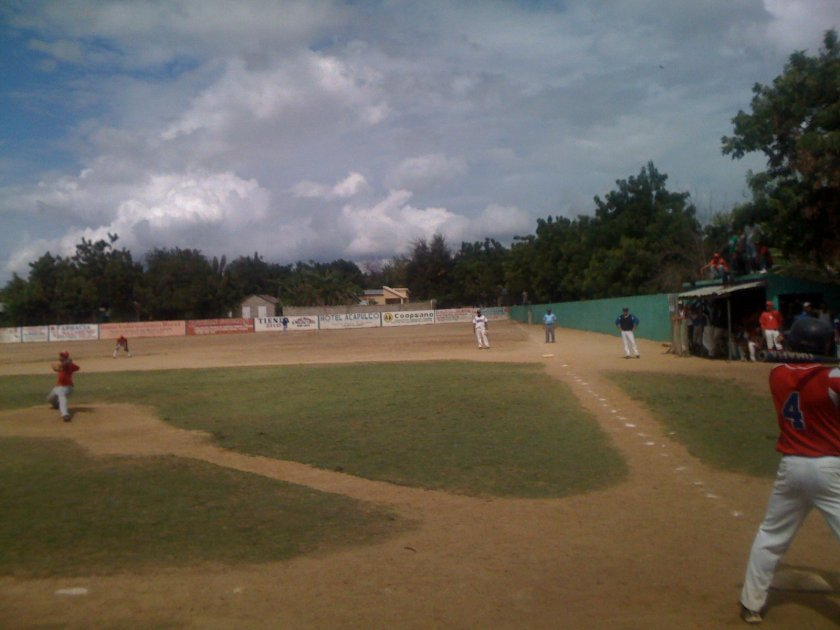
Sportveld